# Nylands och Tavastehus län
Nylands och Tavastehus län län var ett svenskt län i Finland 1634–1809 och ett län i Storfurstendömet Finland 1809–1831. Länet avträddes till Ryssland 1809 efter det svenska nederlaget i finska kriget. Det delades 1831 upp i Nylands län och Tavastehus län.
|  |  |

## Landshövdingar
- Arvid Jöransson Horn af Kanckas 1634–1640
- Arvid Jöransson Horn af Kanckas 1640–1648 Tavastehus län
- Reinhold Mettstake 1640–1642 Nylands län
- Jacob Uggla 1642–1648 Nylands län
- Erik Andersson Oxe 1648–1652
- Ernst Johan Creutz 1652–1666
- Udde Knutsson Ödell 1666–1668
- Axel Stålarm 1668–1678
- Axel Rosenhane 1678–1685
- Jonas Klingstedt 1685–1687
- Karl Bonde 1687–1695
- Mårten Lindhielm 1695–1696
- Abraham Cronhjort 1696–1703
- Johan Creutz 1703–1719
- Pehr Stierncrantz 1719–1737
- Axel Erik Gyllenstierna af Lundholm 1737–1746
- Gustaf Samuel Gylleborg 1746–1756
- Anders Johan Nordenskjöld 1756–1761
- Hans Erik Boije af Gennäs 1761–1772
- Carl Ribbing af Koberg 1773
- Anders Henrik Ramsay 1774–1776
- Anders de Bruce 1777–1786
- Carl Gustaf Armfelt 1787–1788
- Johan Henrik Munck 1790–1809
- Gustaf Fredrik Stiernwall 1810–1815
- Gustaf Hjärne 1816–1828
- Carl Klick 1828–1831